# Lamoredi
Lamoredi (kinesiska: 拉莫惹底) är en sjö i Kina. Den ligger i den autonoma regionen Tibet, i den sydvästra delen av landet, omkring 940 kilometer väster om regionhuvudstaden Lhasa. Lamoredi ligger 5 484 meter över havet. Arean är 1,7 kvadratkilometer. Trakten runt Lamoredi består i huvudsak av gräsmarker. Den sträcker sig 1,3 kilometer i nord-sydlig riktning, och 2,2 kilometer i öst-västlig riktning.
Genomsnittlig årsnederbörd är 603 millimeter. Den regnigaste månaden är juli, med i genomsnitt 120 mm nederbörd, och den torraste är november, med 9 mm nederbörd.